# Церковь Петра и Павла в Кожевниках
Церковь Петра и Павла в Кожевниках — недействующий православный храм в Великом Новгороде, в поле к югу от Зверина монастыря.

## История
Построена в 1406 году на средства ремесленников-кожевников, на месте пострадавшей от пожара в 1384 году деревянной церкви 1227 года. Сложена из блоков известняка и кирпича и не оштукатурена. Фасады декорированы выполненным из кирпича орнаментом. В настоящее время в здании церкви расположен музей, а все иконы из церкви Петра и Павла хранятся в Новгородском Историческом музее в кремле.
В 1930-х годах была снесена церковная колокольня. Во время Великой Отечественной войны была сильно разрушена, восстановлена в 1959 году, авторы реставрации Л. М. Шуляк, Г. М. Штендер.

## Архитектура
Церковь принадлежит к типу кубических четырёхстолпных одноглавых храмов с трёхлопастным завершением. Южный и западный фасады богато украшены кирпичным декором и вкладными крестами, восточный фасад, обращённый к Волхову, менее украшен, северный фасад гладкий. Церковь считается единственной постройкой периода Новгородской республики, которой практически возвращён первоначальный облик, оценивается как один из наиболее зрелых образцов архитектуры этого периода.

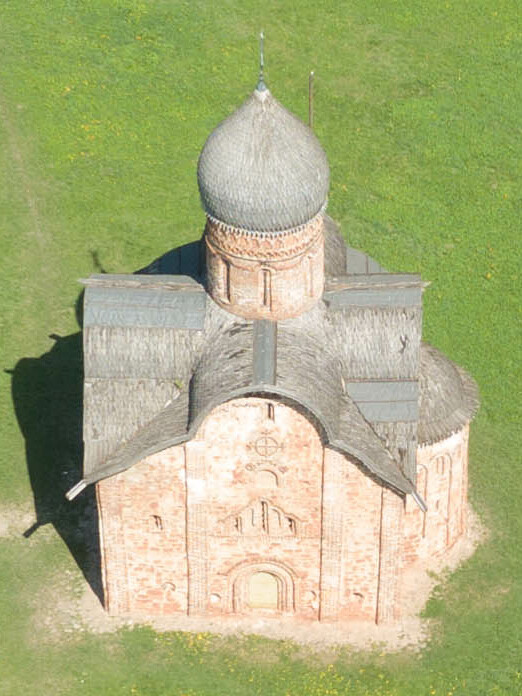
Вид на церковь с дрона, 2021 год

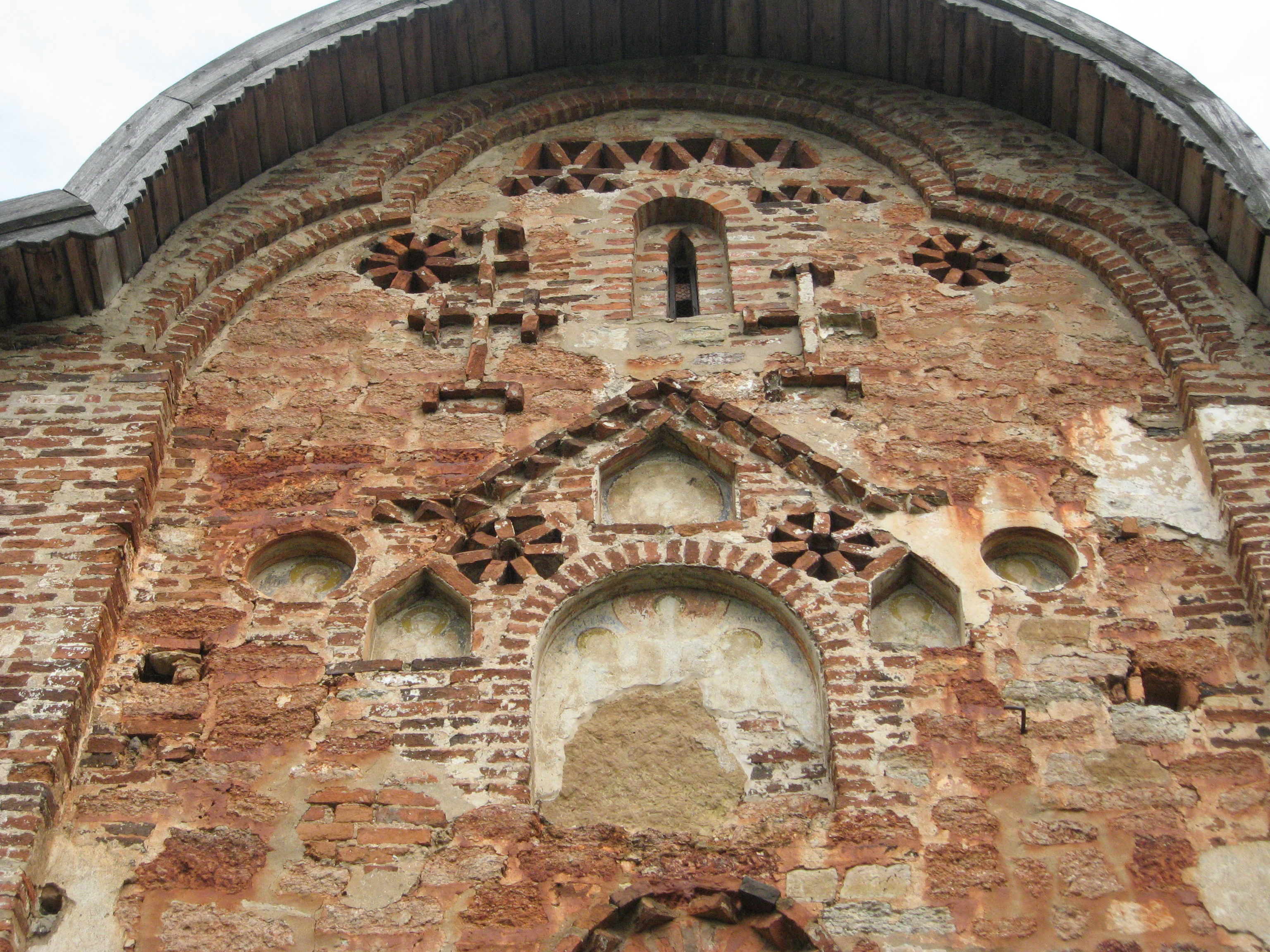
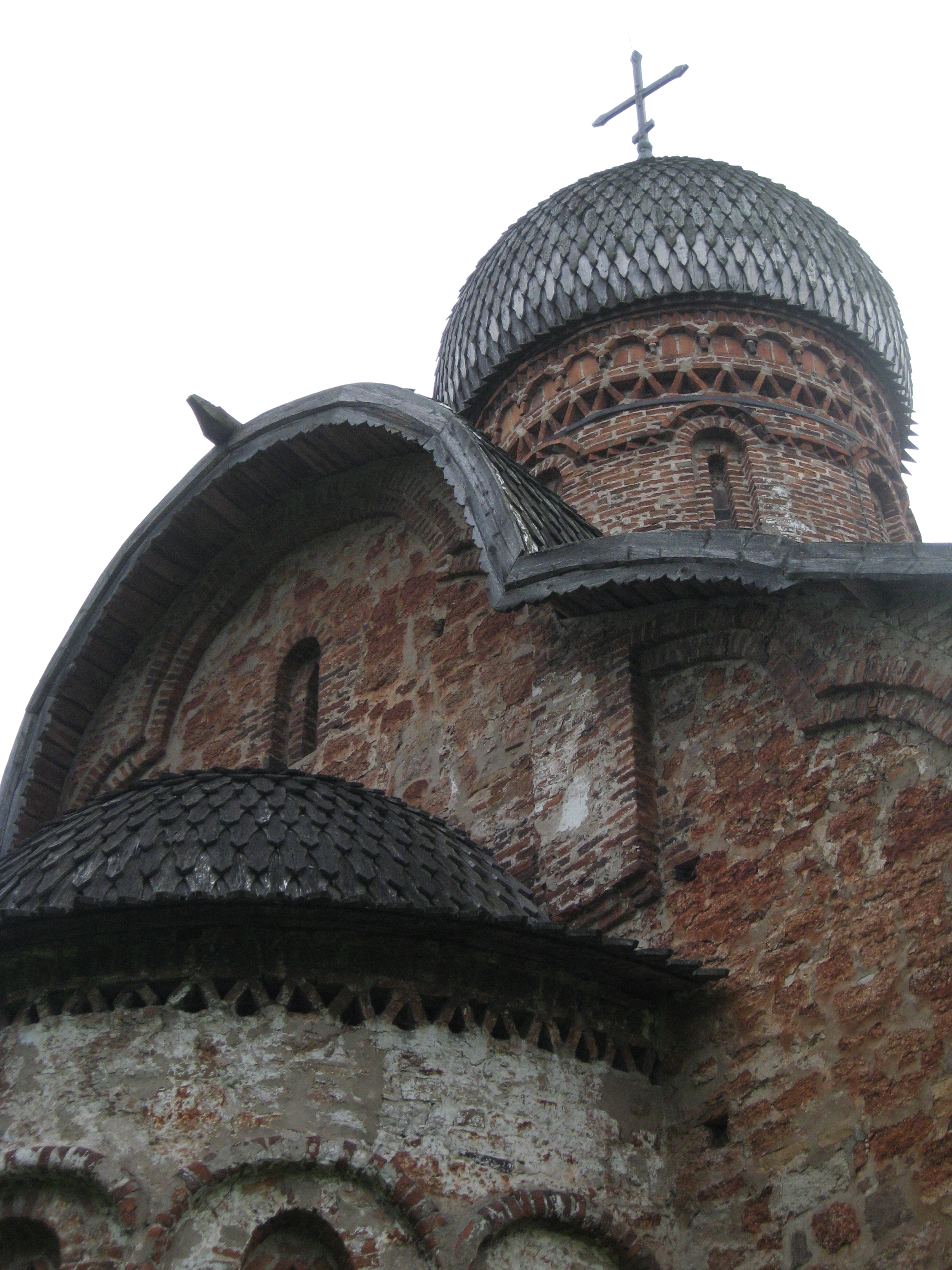
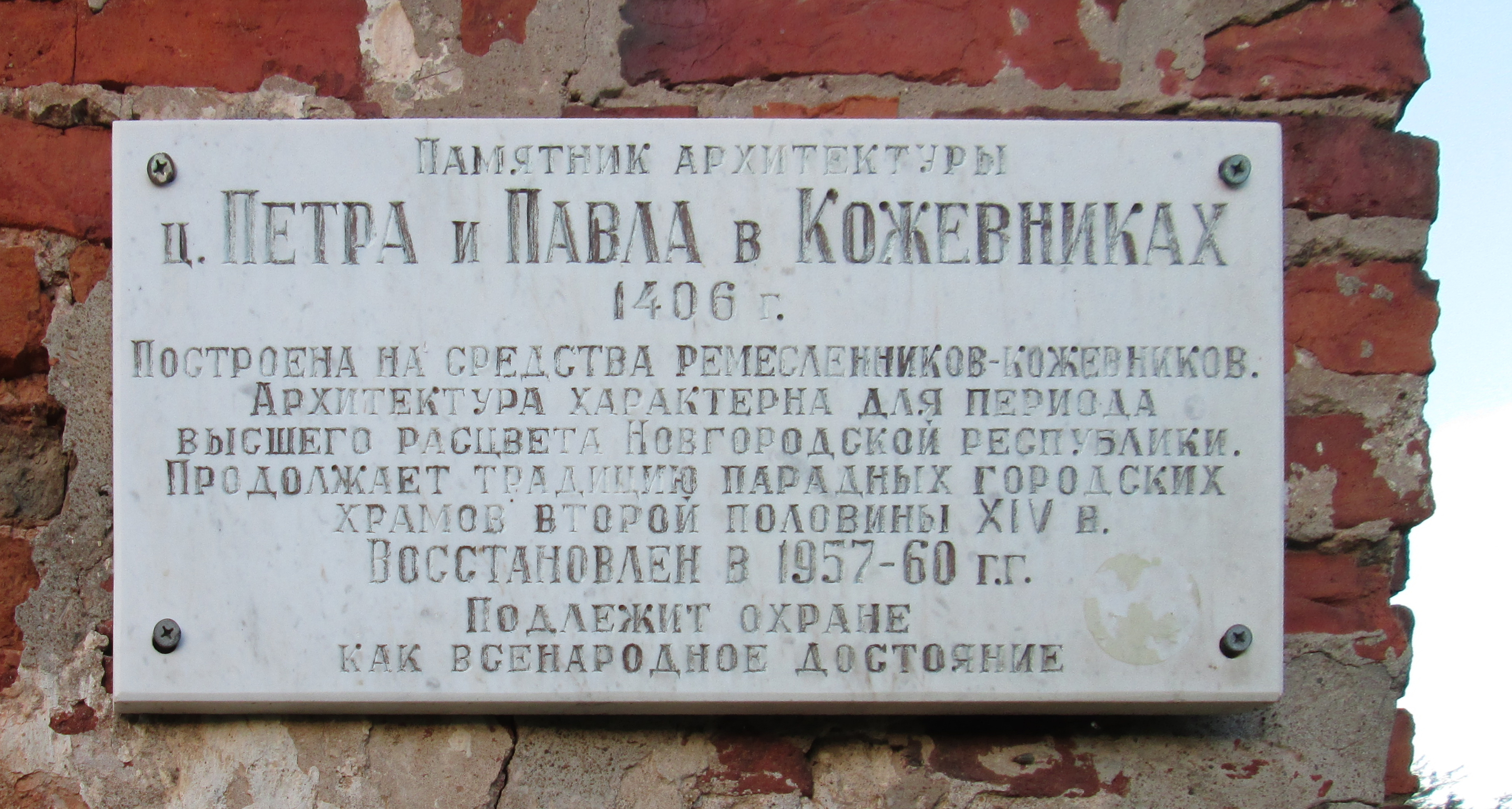
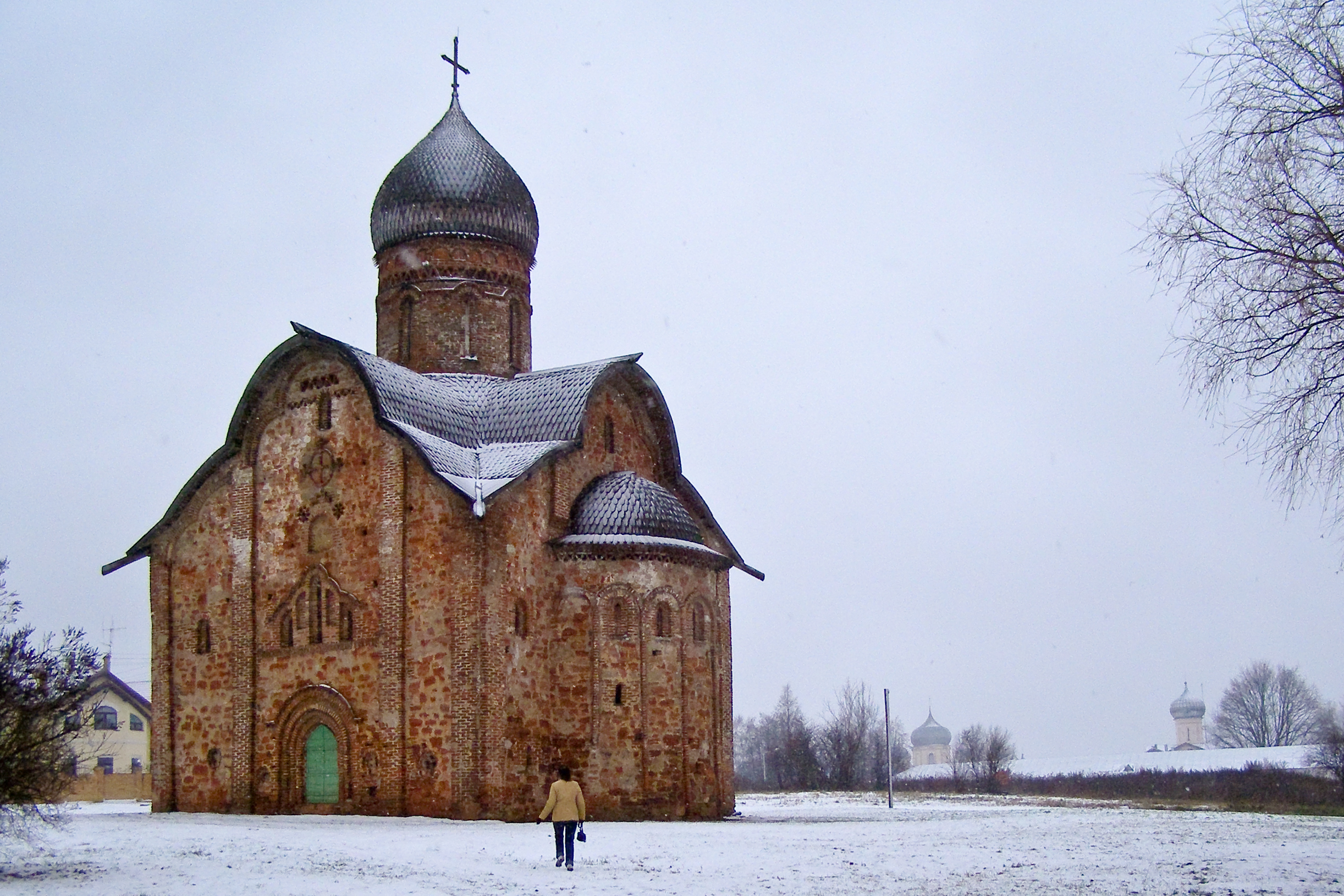